# Van Vicker
Joseph van Vicker (nacido el 1 de agosto de 1977), más conocido como Van Vicker, es un actor y director de cine ghanés. Recibió dos nominaciones como "Mejor actor principal" y "Mejor actor protagónico" en los Premios de la Academia de Cine de África en 2008.

## Biografía
Vicker nació en Acra, Ghana, de madre ghanesa-liberiana y padre holandés. Su padre murió cuando él tenía seis años.
Asistió a la Mfantsipim School y se graduó del African University College of Communications en 2021.

## Carrera profesional
Televisión
Inició en la radio como presentador en Groove 106.3 fm (1999-2000) y Vibe 91.9fm (2001-2004) y como personalidad de televisión para TV3 Ghana (1997-1999) y Metro TV (2000-2004). Participó en la serie de televisión ghanesa Sun City, que describía la vida universitaria, como LeRoy King Jr., un estudiante de Bellas Artes nacido en Estados Unidos que llega a Sun City para completar su educación. La serie tuvo un total de 10 episodios.
Cine
Pronto fue elegido para su primera película Divine Love, como personaje secundario. Esta película, fue también el debut de Jackie Appiah y Majid Michel, quienes fueron elegidos como protagonistas.

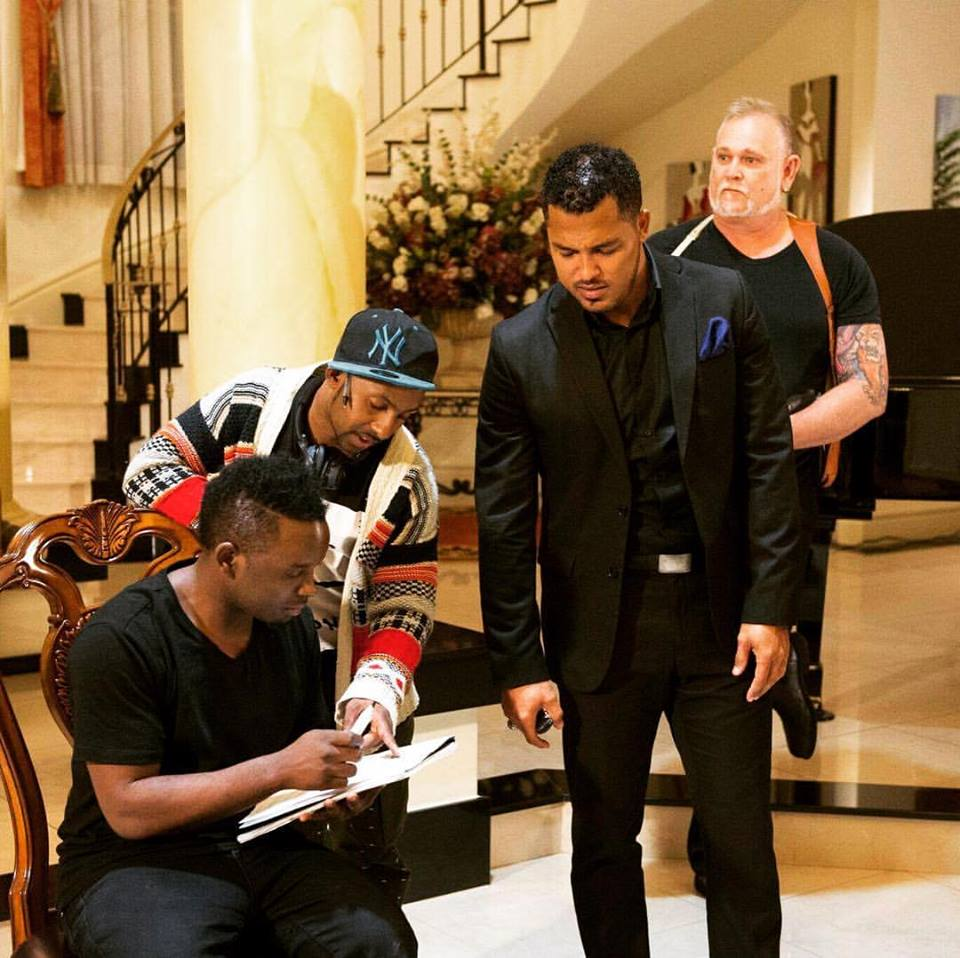
Vicker en el set de la película australiana Cop's Enemy con Prema Smith y John K-ay

Desde 2008 ha dirigido, protagonizado y producido cinco películas con su productora Sky + Orange Productions. En 2012 ganó los premios NAFCA al Mejor Actor y Director por la comedia, Joni Waka.

### Filmografía
| Año       | Título                            | Rol                         | Notas                                                       |                     |
| --------- | --------------------------------- | --------------------------- | ----------------------------------------------------------- | ------------------- |
| 2004      | Divine Love                       |                             | Junto con Majid Michel & Jackie Aygemang                    |                     |
| 2006      | Beyonce: The President's Daughter | Raj                         | Junto con Nadia Buari & Jackie Aygemang                     |                     |
| 2006      | Darkness of Sorrow                | CK (Charles)                | Junto con Nadia Buari                                       |                     |
| 2006      | Mummy's Daughter                  |                             | Junto con Nadia Buari & Jackie Aygemang & Okediji Alexandra |                     |
| 2006      | The Return of Beyonce             | Raj                         | Junto con Nadia Buari & Jackie Aygemang                     |                     |
| 2007      | American Boy                      | "Nelly"                     | Junto con Nadia Buari                                       |                     |
| 2007      | I Hate Women                      | Rocky                       | Junto con Jackie Aygemang                                   |                     |
| 2007      | Innocent Soul                     |                             |                                                             |                     |
| 2007      | In the Eyes of My Husband         | Leo                         | Junto con Nadia Buari                                       |                     |
| 2007      | Princess Tyra                     | Kay                         | Junto con Jackie Aygemang, Yvonne Nelson                    |                     |
| 2007      | Royal Battle                      | Lawrence                    | Junto con Majid Michel & Jackie Aygemang                    |                     |
| 2007      | Slave to Lust                     |                             | Con Nadia Buari, Ini Edo, Mike Ezuruonye & Olu Jacobs       |                     |
| 2007      | Wedlock of the Gods               |                             |                                                             |                     |
| 2008      | Broken Tears                      | Ben                         | Junto con Genevieve Nnaji & Kate Henshaw-Nuttal             |                     |
| 2008      | Corporate Maid                    | Desmond                     |                                                             |                     |
| 2008      | Friday Night                      |                             |                                                             |                     |
| 2008      | Jealous Princess                  | Sam                         | Junto con Chika Ike & Oge Okoye                             |                     |
| 2008      | River of Tears                    | Ben                         | Junto con Genevieve Nnaji & Kate Henshaw-Nuttal             |                     |
| 2008      | 2009                              | Twilight Sisters            | Micky                                                       | Junto con Oge Okoye |
| Royal War | 2009                              | Uzodimma                    | Junto con Ini Edo, Rachael Okonkwo                          |                     |
| 2009      | Beyond Conspiracy                 | Michael                     |                                                             |                     |
| 2010      | Discovered                        |                             |                                                             |                     |
| 2010      | Loyal Enemies                     |                             |                                                             |                     |
| 2010      | Kingdom in Flames                 |                             |                                                             |                     |
| 2011      | Paparazzi: Eye in the Dark        | Rich                        |                                                             |                     |
| 2013      | One Night in Vegas                | Tony                        | Junto con Jimmy Jean-Louis, Michael Blackson, Sarodj Bertin |                     |
| 2014      | The Heart Breaker’s Revenge       | Dalyboy                     | Junto con Dalyboy Belgason, Brittany Mayti, Sarodj Bertin   |                     |
| 2016      | Skinned                           | Robert/ Bobby               | Junto con LisaRaye McCoy, Jasmine Burke                     |                     |
| 2017      | Cop's Enemy                       | Christopher "Shadow" Ifechi |                                                             |                     |
| Pending   | Day After Death                   |                             | Junto con Wema Sepetu                                       |                     |

## Premios y nominaciones
Ha sido nominado y ha ganado numerosos premios de África y el Caribe. Entre estos se incluyen los premios Ghana Movie Awards, ACRAG y Nollywood Academy Films Critics 'Awards. En 2009, ganó el premio al Mejor Actor Afro-Caribeño y Mejor Actor Afroamericano. En 2011, ganó el Actor Creativo Panafricano. En 2013, ganó el premio al Mejor Actor Internacional en el Papyrus Magazine Screen Actors Awards (PAMSAA).
| Año  | Premios                                 | Categoría                                   | Nominado                            | Resultados |
| ---- | --------------------------------------- | ------------------------------------------- | ----------------------------------- | ---------- |
| 2008 | 4th Africa Movie Academy Awards         | Mejor actor principal                       | The Return of Beyonce/Princess Tyra | Nominado   |
| 2008 | 4th Africa Movie Academy Awards         | Mejor actor                                 | The Return of Beyonce/Princess Tyra | Nominado   |
| 2009 | Afro-Hollywood Award                    | Mejor Actor (categoría película africana)   |                                     | Ganador    |
| 2010 | 2010 Ghana Movie Awards                 | Mejor Actor Principal (Película Local)      | Dna Test                            | Nominado   |
| 2011 | 2011 Ghana Movie Awards                 | Mejor Actor Principal                       | Paparazzi                           | Nominado   |
| 2011 | Pan African Film Festival               | Africa Channel's Creative Achievement Award | Él mismo                            | Ganador    |
| 2012 | Nafca                                   | Mejor película de comedia                   | Joni Waka                           | Ganador    |
| 2013 | 2013 Ghana Movie Awards                 | Mejor Actor (Película Local)                | Joni Waka                           | Ganador    |
| 2013 | Pyprus Magazine Screen Actors Awards    | Mejor actor internacional                   |                                     | Ganador    |
| 2014 | 2014 Ghana Movie Awards                 | Actor favorito                              |                                     | Nominado   |
| 2015 | Nafca                                   | Mejor Actor Principal (Diáspora)            | Heart Breaker’s Revenge             | Nominado   |
| 2016 | 2016 Africa Magic Viewers Choice Awards | Mejor Actor Drama/Serie                     | A long Night                        | Nominado   |
| 2016 | 2016 Nigeria Entertainment Awards       | Mejor actor África/No Nigeriano             | A long Night                        | Nominado   |
| 2016 | KumaWood Awards                         | Mejor Colaboración                          | Broni W'awu                         | Ganador    |